# 新海灌區
新海灌區
| 水源     | 大漢溪、景美溪、草埤                                         |
| 圳路     | 後村圳、石頭溪圳、大安圳、永豐圳、十二股圳、潭底圳、二甲九圳 |
| 灌溉面積 | 1,462公頃（2008年）                                          |
| 主管機關 | 行政院農業委員會農田水利署桃園管理處                         |

新海灌區，是臺灣臺北盆地西南部的一個灌溉區域，其水源主要為大漢溪與一小部分新店溪。新海灌區又可細分為「新莊灌區」與「海山灌區」，海山灌區包括新北市的土城、板橋、中和、永和、樹林、鶯歌等六行政區及新店區之一部分，新莊灌區包含樹林、板橋、新莊、泰山、三重、蘆洲、五股等行政區，兩者於1956年合併為新海灌區，歸新海農田水利會，1970年再併入桃園農田水利會。新海灌區在2008年的灌溉面積為1,462公頃。
新海灌區轄區有後村圳（原劉厝圳、張厝圳整併改建）、石頭溪圳、大安圳、永豐圳、十二股圳、潭底圳、二甲九圳。

## 外部連結
- 新海農田水利會灌溉區域圖 （页面存档备份，存于）